# Moviola
Moviola är ett svenskt film och TV-produktionsbolag för film och TV-serier, startat 1991 av Ingemar Leijonborg och Hans Lönnerheden.
I ett nära samarbete med Jan Guillou producerade bolaget en rad filmer baserade på författarens Hamiltongestalt. Filmerna var mycket framgångsrika och Guillou inbjöds som delägare i företaget vilket så småningom ledde till en filmatisering av dennes självbiografiska roman Ondskan med Mikael Håfström som regissör. Filmen Ondskan belönades med flera Guldbaggar, bland andra baggen för bästa svenska film år 2003. År 2004 blev filmen det svenska bidraget vid Academy Awards i Los Angeles, dock utan att vinna pris. 
Efter en konflikt mellan Lönnerheden och Guillou upphörde samarbetet och Moviolas produktion har sedan dess koncentrats till TV-serier.